# Jitka Světlíková-Stehlíková
Jitka Světlíková, provdaná Stehlíková (* 6. března 1955, Jeseník) je česká básnířka. Publikovala pod oběma jmény, nejprve pod dívčím, poté pod vyvdaným, roku 1997 se po smrti otce vrátila k dívčímu. 
Vystudovala informační vědu a knihovnictví na Filozofické fakultě Univerzity Karlovy v Praze. Absolvovala v roce 1983. Od roku 1976 pracovala jako knihovnice. V letech 1984–1989 byla v domácnosti. V roce 1990 se stala redaktorkou týdeníku Nové Přerovsko. V roce 1991 pracovala v Krajském pedagogickém ústavu v Olomouci. Ve stejném roce se přestěhovala do Prahy, kde pracovala v tiskovém odboru Občanské demokratické strany a později byla redaktorkou Sociologického časopisu. Od roku 2001 vedla tiskové oddělení Sociologického ústavu Akademie věd.
Krom veršů také psala písňové texty pro přerovskou skupinu Entuziasté. Její pozdní poezie je zjevně křesťansky religiozní, zároveň se ale autorka věnuje východním filozofiím a józe.